# Pramac
Pramac je prednji dio broda i drugih plovila.